# 平吉将
平 吉将（たいら よしゆき、1月1日 - ）は、日本のフリーアナウンサー。

## 来歴
北海道河東郡音更町出身。学生時代には徳島県徳島市内にある大学で書道を学んでいた。
卒業後に一旦北海道へ帰郷。地元コミュニティFM局のエフエムおびひろ（FM-JAGA）に1年間勤務した後、2007年5月にエフエム徳島のアナウンサーになる。エフエム徳島在籍時に一度徳島県から離れていたことがあるが、後にラジオの現場に復帰した。
2014年春にエフエム徳島を退社。昭和プロダクション所属のフリーアナウンサーになり、以後は近畿地方を拠点に活動していた。

## 担当番組
脚注の無いデータは、昭和プロダクション所属当時のプロフィールからの参考。

### ラジオ番組
- Friday Live Show（FM-JAGA）
- J-POP コレクション（FM-JAGA）
- Smile Morning（エフエム徳島）
- FRIDAY ON LINE〜FIVE COLORS RADIO〜（エフエム徳島）
- Touch Up Tokushima（エフエム徳島）

### テレビ番組
- 遊びなDJサタデー（テレビ北海道）